# Comuna de Łomazy
Łomazy (polaco: Gmina Łomazy) é uma gminy (comuna) na Polónia, na voivodia de Lublin e no condado de Bialski. A sede do condado é a cidade de Łomazy.
De acordo com os censos de 2004, a comuna tem 5535 habitantes, com uma densidade 27,6 hab/km².

## Área
Estende-se por uma área de 200,43 km², incluindo:
- área agricola: 70%
- área florestal: 24%

## Demografia
Dados de 30 de Junho 2004:
|                      | Total   | Total | Mulheres | Mulheres | Homens  | Homens |
| -------------------- | ------- | ----- | -------- | -------- | ------- | ------ |
|                      | pessoas | %     | pessoas  | %        | pessoas | %      |
| População            | 5535    | 100   | 2793     | 50,5     | 2742    | 49,5   |
| Densidade (pop./km²) | 27,6    | 100   | 13,9     | 13,9     | 13,7    | 13,7   |

De acordo com dados de 2002, o rendimento médio per capita ascendia a 1136,32 zł.

## Subdivisões
- Bielany, Burwin, Dubów, Huszcza Druga, Huszcza Pierwsza, Jusaki-Zarzeka, Kopytnik, Korczówka, Koszoły, Krasówka, Kozły, Lubenka, Łomazy, Stasiówka, Studzianka, Szymanowo, Wola Dubowska, Wólka Korczowska.

## Comunas vizinhas
- Biała Podlaska, Drelów, Komarówka Podlaska, Piszczac, Rossosz, Sosnówka, Tuczna, Wisznice